# 施纳肯堡
施纳肯堡（德語：Schnackenburg，發音：[ˈʃnakn̩bʊʁk] ⓘ）是德国下萨克森州吕肖-丹嫩贝格县的城市，面积23.76平方千米，2023年12月31日人口为521人。